# ヴァン・ハンシス
ヴァン・ハンシス（Van Hansis、本名：Evan Vanfossen Hansis、1981年9月25日 - ）は、アメリカ合衆国の俳優。
テレビドラマ『アズ・ザ・ワールド・ターンズ』のルーク役で知られる。

## 来歴

### 生い立ち
マサチューセッツ州ノースアダムズ出身。ペンシルベニア州にあるカーネギーメロン大学を2004年に卒業。

### キャリア
2007年デイタイム・エミー賞に初めてノミネートされ、2008年、2009年と三年連続ノミネートされた。2010年には、初主演映画『Occupant』 が公開予定。